# Happy End (Lied)
Happy End (englisch für „glückliches Ende“) ist ein Lied der deutschen Pop- und Schlagersängerin Vanessa Mai, in Kooperation mit dem deutschen Rapper Sido. Das Stück ist die erste Singleauskopplung aus Mais achtem Studioalbum Metamorphose.

## Entstehung und Artwork
Geschrieben wurde das Lied von den beiden Interpreten Vanessa Mai und Sido selbst, gemeinsam mit den Koautoren Martin Haller, Jules Kalmbacher, Jens Schneider und Julian Schwizler. Die Abmischung, Instrumentation (Bass, Keyboard und Schlagzeug) und Produktion erfolgte durch die Zusammenarbeit von Kalmbacher und Schneider. Während Schwizler erstmals mit Mai zusammenarbeitete, waren Haller, Kalmbacher und Schneider bereits als Autoren und an der Studioproduktion von Mais vorangegangenem Studioalbum Mai Tai tätig. Das Mastering erfolgte im Berliner TrueBusyness Mastering Studio, unter der Leitung von Sascha Bühren.
Auf dem Frontcover der Single sind – außer Künstlernamen und Liedtitel – Mai und Sido zu sehen. Vom Betrachter aus gesehen steht Mai auf der linken und Sido auf der rechten Seite. Sie stehen sich gegenüber und haben den Blick in Richtung des Betrachters gerichtet. Das Bild wurde vor dem Hintergrund eines Leitstands geschossen und entstand am Filmset während des Musikvideodrehs. Die Coverbild hat einen weißen Rahmen, in dem die Interpretenangaben zu finden sind. Die Fotografie ist etwa mittig eingerissen, wodurch der Liedtitel zum Vorschein kommt.

## Veröffentlichung und Promotion
Die Erstveröffentlichung von Happy End erfolgte als digitale Single zum Download und Streaming am 15. Oktober 2021. Diese erschien als Einzeltrack durch Ariola und wurde durch Sony Music Entertainment vertrieben. Verlegt wurde das Lied durch AfM Publishing, Edition Vanessa Mai, Goldzweig, Good Kid Publishing, Fisherman Songs und Sony Music Publishing. Am 12. August 2022 erschien das Lied als Teil von Mais achtem Studioalbum Metamorphose. Im Zuge mit der Veröffentlichung des Livealbums Für immer Tour – Live 2022, erschien eine Liveversion des Liedes als Promo-Single am 2. Dezember 2022.
Um die Singleveröffentlichung zu bewerben, veröffentlichte Mai erstmals einen Teaser auf ihrem Instagram-Kanal am 10. Oktober 2021. Einen Monat zuvor nahm Mai an der zweiten Staffel des „Angelcamps“ von Jens Knossalla und Sido auf Twitch teil, hierbei lud sie auch Bilder auf Instagram hoch, wonach Gerüchte aufkamen, dass die beiden sich daten. Am Tag der Singleveröffentlichung wurden Mai und Sido zum Gesicht der „Pop-Land“-Playlist von Spotify. Mai trat mit dem Titel unter anderem zur Hauptsendezeit bei der Starnacht am Wörthersee am 16. Juli 2022 auf.

## Hintergrund
Bei Happy End handelt es sich bereits um die dritte Kollaboration zwischen Mai und einem Rapper. Im Jahr 2018 nahm sie zusammen mit dem deutsch-ukrainischen Rapper Olexesh das Lied Wir 2 immer 1 auf. Das Lied erschien als Single am 6. Juli 2018 sowie als Teil von Mais fünftem Studioalbum Schlager. In Deutschland erreichte das Lied Rang 33 der Singlecharts und platzierte sich sechs Wochen in den Top 100. Bei der zweiten Kollaboration mit einem Rapper handelt es sich um die Zusammenarbeit mit dem deutschen Rapper Fourty. Hierbei ging das Lied Mitternacht hervor, das am 23. Oktober 2020 als Single und am 26. März 2021 als Teil von Mais siebtem Studioalbum Mai Tai erschien. Im Vergleich zu Wir 2 immer 1 verfehlte Mitternacht offizielle Chartplatzierungen.
Mai selbst gab in einem Interview an, dass sie und ihr Team beim Schreiben des Titels gleich an Sido gedacht hätten:

„Also habe ich ihn sofort angeschrieben, hatte allerdings wenig Hoffnungen, dass er antwortet. Aber genau das hat er dann sofort getan. Für mich ist es eine Ehre, dass er auf mich und meinen Song Bock hat! Ich mag, dass er einfach macht, worauf er Lust hat. Der Moment, als ich ihn zum ersten Mal live auf der Bühne hab performen sehen, war für mich ein prägender.“

Für Sido ist es ebenfalls nicht das erste Mal, dass er mit einer Schlagersängerin zusammenarbeitet. Im Jahr 2016 schrieb er gemeinsam mit Nico Santos, Konstantin Scherer (Djorkaeff), Vincent Stein (Beatzarre) und Wim Treuner das Stück Federleicht. Das Lied wurde von der Schweizer Schlagersängerin Beatrice Egli interpretiert und erschien erstmals am 11. November 2016 auf der „Fan-Edition“ ihres siebten Studioalbums Kick im Augenblick. Am 10. Februar 2017 wurde das Lied als Single ausgekoppelt.

## Inhalt
| „Das ist kein Happy End. Ey, ich kann nicht mehr penn’n, weil ich noch an dich denk’. Das ist kein Happy End. Du bist stuck in my head, kann es nicht mehr verdräng’n. Ich will deine Story skippen. Ohne dich zu vermissen. Will meinen Freunden sagen. Dass du mir egal bist. Dabei bist du das gar nicht.“ – Refrain, Originalauszug | Der Liedtext zu Happy End ist, anders als es der englischsprachige Titel vermuten lässt, in deutscher Sprache verfasst und bedeutet ins Deutsche übersetzt „glückliches Ende“. Der Scheinanglizismus steht in der deutschen Sprache für einen glücklichen Ausgang eines „Konflikts“ beziehungsweise einer „Liebesgeschichte“. Die Musik wurde gemeinsam von Martin Haller, Jules Kalmbacher, Mai, Jens Schneider und Julian Schwizler komponiert. Zusätzlich mit Sido schrieben alle Komponisten auch den Text. Musikalisch bewegt sich das Lied in den Bereichen der elektronischen Tanzmusik und der Popmusik, im Stile des Dance-Pops. Das Tempo beträgt 81 Schläge pro Minute. Die Tonart ist Cis-Dur. Inhaltlich handelt Happy End über das Ende einer Liebesbeziehung und die Schwierigkeit, den anderen zu vergessen. Aufgebaut ist das Lied aus einem Intro, zwei Strophen, einem Refrain und einem Outro. Das Lied beginnt zunächst mit dem Intro, das lediglich aus der sich wiederholenden Zeile „Das ist kein Happy End“ besteht. Nach dem Intro folgt die erste Strophe, die sich aus acht Zeilen zusammensetzt. An die Strophe schließt sich zunächst der sogenannte „Pre-Chorus“ an, der mit den Zeilen „All diese Movies machen’s schlimmer, weil sie mich nur an dich erinnern“ den eigentlichen Refrain einleitet. Der gleiche Vorgang wiederholt sich mit der zweiten Strophe. In dieser steigt Sido erstmals ein, der diese alleine rappt. Inhaltlich ist die zweite Strophe nur eine Aneinanderreihung von Film- und Fernsehcharakteren, darunter Jack Dawson (Titanic), Forrest Gump, Harvey Specter (Suits), Batman, Rabbit, Hannibal Lecter, Christian Grey (Shades of Grey), Mr. Big (Sex and the City), Walter White (Breaking Bad), Arsène Lupin, Kevin McCallister (Kevin – Allein zu Haus), Sam Wheat (Ghost – Nachricht von Sam) oder auch Aladdin. Der zweite Refrain wird wieder von Mai alleine gesungen. Das sich wiederholende Outro wird von beiden Künstlern interpretiert. Sido steigt hierbei mit den Zeilen „Ich glaube, dieser Liebesfilm nimmt keine glückliche Wende. Eine Romanze ohne Küssen am Ende“ ein, auf die Mai mit der Zeile „Dabei bist du das gar nicht“ antwortet. |

## Musikvideo
Das Musikvideo zu Happy End feierte seine Premiere auf YouTube am 14. Oktober 2021. Es lässt sich in drei verschiedene Szenen unterteilen, die immer wieder im Wechsel zu sehen sind. Die längste Szene zeigt Mai in einer Art Leitstand, in dem sie zunächst alleine das Lied aufführt. Nach etwa der Hälfte des Videos stößt Sido hinzu und führt mit ihr zusammen das Lied auf. In der zweiten Szene sieht man Mai alleine beim Töpfern. Szene drei zeigt sie ebenfalls alleine als Schneiderin. Die Gesamtlänge des Videos beträgt 2:41 Minuten. An das eigentliche Musikvideo schließt sich ein etwa halbminütiges Outtake-Video an. Regie führte der Mannheimer Mikis Fontagnier von der Famefabrik, der unter anderem schon bei Der Himmel reißt auf, Highlight oder auch Sommerwind für Mai Regie führte. Bis August 2022 zählte das Video über 5,1 Millionen Aufrufe bei YouTube.

## Mitwirkende
Liedproduktion
- Sascha Bühren: Mastering
- Martin Haller: Komponist, Liedtexter
- Jules Kalmbacher: Abmischung, Bass, Keyboard, Komponist, Liedtexter, Musikproduzent, Schlagzeug
- Vanessa Mai: Gesang, Komponist, Liedtexter
- Jens Schneider: Abmischung, Bass, Keyboard, Komponist, Liedtexter, Musikproduzent, Schlagzeug
- Julian Schwizler: Komponist, Liedtexter
- Paul Würdig (Sido): Liedtexter, Rap

Unternehmen
- AfM Publishing: Verlag
- Ariola: Musiklabel
- Edition Vanessa Mai: Verlag
- Goldzweig: Verlag
- Good Kid Publishing: Verlag
- Fisherman Songs: Verlag
- Sony Music Entertainment: Vertrieb
- Sony Music Publishing: Verlag
- TrueBusyness Mastering: Tonstudio

Musikvideo
- Sunny Bizness: Aufnahmeleiter, Filmproduzent
- Konstantinos Gkoumpetis: Stylist
- Mikis Fontagnier: Filmeditor, Postproduktion, Regisseur
- Olivia Montero Garcia: Schauspieler
- Philipp Köhler: Oberbeleuchter
- Annie Lothke: Keramikberater
- Ben Mayer: Visagist
- Svea Ena Rose: Kameraassistent
- Tobias Rupp: Kameramann
- Jan Tillmanns: Lichtassistent

## Rezeption

### Rezensionen
Die GfK Entertainment kürte Happy End zum „Song des Tages“ am 18. Oktober 2021.
Peter Vogel von schlagerfieber.de beschrieb Happy End „Kontrastprogramm“ zum zeitgleich erscheinenden neuen Album von Helene Fischer (Rausch). Es zeige aber auch die musikalische Bandbreite, die der deutsche Schlager mittlerweile abdecke.
Ynk vom deutschsprachigen Online-Magazin laut.de ist der Meinung, dass das Lied „essentiell“ auch von Badmómzjay, Danger Dan, Max Herre oder Lea stammen könne. Es sei eine „Default-Setting-Pop-Ballade“ mit einem „hingerotzten Blödsinns-Text“. Es gehe um eine „zerbrechende“ Beziehung, irgendwie „zusammengeflickt“ anhand „platter Film-Metaphern“. „Das ist kein Happy-End,“ singe Mai, bevor der Rest des Refrains in reinen „Plattitüden“ spreche und Sido gedankenlos Film-Charaktere aneinanderreihe. Die Nummer klinge mit dem „lieblosen Pop-Trap-Beat“ und der „Streaming-optimierten“ Laufzeit von zweieinhalb Minuten so „zynisch und sinnlos“, dass man die Begriffe Rap oder Schlager gar nicht anzuwenden bräuchte. Happy End sei die „Schattenseite“ einer „Post-Genre-Musiklandschaft“, in der alles zu einem einzigen „sämigen Brei“ geworden sei.

### Chartplatzierungen
Happy End erreichte in Deutschland Rang zwölf der Singlecharts und platzierte sich sechs Wochen in den Top 100. In den Midweekcharts der ersten Verkaufswoche platzierte sich das Lied noch auf Rang elf. Darüber hinaus erreichte Happy End Rang drei der deutschsprachigen Singlecharts, wo es sich lediglich Auf & ab (Montez) und dem Spitzenreiter Späti (Gzuz) geschlagen geben musste sowie Rang acht der Downloadcharts und Rang 13 der Streamingcharts. In Österreich erreichte die Single Rang 24 und platzierte sich drei Wochen in den Charts. In der Schweiz erreichte Happy End mit Rang 30 seine beste Platzierung und hielt sich zwei Wochen in den Charts.
Für Sido als Interpret wurde Happy End zum 85. Charthit in Deutschland sowie zum 56. in Österreich und zum 47. in der Schweiz. Mai erreichte als Interpretin zum fünften Mal die deutschen Singlecharts, nach Wolke 7 und Ich sterb für dich zum dritten Mal die Charts in Österreich sowie nach Ich sterb für dich zum zweiten Mal die Schweizer Hitparade. Als Autorin und Produzentin ist es jeweils ihr erster Charterfolg in allen drei Ländern. In allen drei Ländern konnte sich bis dato keine Single von ihr besser platzieren. In Deutschland erreichte sie zuvor mit Wir 2 immer 1 und Rang 33 ihre beste Chartnotierung im Jahr 2018. In Österreich und der Schweiz mit Ich sterb für dich und Rang 48 beziehungsweise 67 im Jahr 2016. Es ist nach Ich sterb für dich das zweite Mal, dass sich eine Single von Mai gleichzeitig in allen D-A-CH-Staaten platzieren konnte. Für Kalmbacher als Autor ist dies der achte Charterfolg in Deutschland und je der sechste in Österreich und der Schweiz. In seiner Produzententätigkeit erreichte er zum fünften Mal die Charts in Deutschland sowie zum je vierten Mal in Österreich und der Schweiz. Schneider erreichte in seiner Autorentätigkeit zum fünften Mal die deutschen Singlecharts, in Österreich und der Schweiz ist es jeweils nach Wenn sie tanzt (Max Giesinger) und Never Not Try (Jan-Marten Block) sein dritter Charterfolg. Als Produzent ist es sein vierter Charthit in Deutschland sowie nach Wenn sie tanzt der zweite Österreich und der Schweiz. Für Haller als Autor ist Happy End nach Wenn sie tanzt je der zweite Charterfolg in allen drei Ländern. Schwizler erreichte in seiner Autorentätigkeit erstmals die Singlecharts aller drei Länder.